# Flugplatz Gundelfingen

i7
i11
i13
Der Flugplatz Gundelfingen (ICAO-Code: EDMU) ist der Sonderlandeplatz der schwäbischen Stadt Gundelfingen. Er wird von dem Luftsportverein Gundelfingen e. V. betrieben.

## Lage
Der Flugplatz liegt etwa zwei Kilometer nördlich des historischen Stadtkernes von Gundelfingen im Flurstück Auf der Lachen an der Grenze zu Medlingen auf einer Höhe von 441 m ü. NN. Drei Kilometer westlich verläuft die Grenze zu Baden-Württemberg.
Naturräumlich befindet er sich im Donauried; nördlich erstreckt sich das Nördlinger Ries und südlich steigt das Gelände zu den Stauden hin auf.

## Geschichte
Die Fliegerei wird in Gundelfingen seit den 1930er Jahren betrieben. Ab 1945 war den Deutschen das Fliegen durch die alliierte Besatzungsmacht zunächst verboten. Der nach der Aufhebung des Flugverbotes 1952 wiedergegründete Luftsportverein Gundelfingen e. V. nahm die Fliegerei in den 1950er Jahren zunächst bei Lauingen wieder auf. In den 1970er Jahren wurde das heutige Gelände bezogen, eingeebnet, ausgebaut und erhielt die Zulassung als Sonderlandeplatz. Später wurden eine Flugzeughalle, Werkstatt und der Tower errichtet.

## Flugplatz und Ausstattung

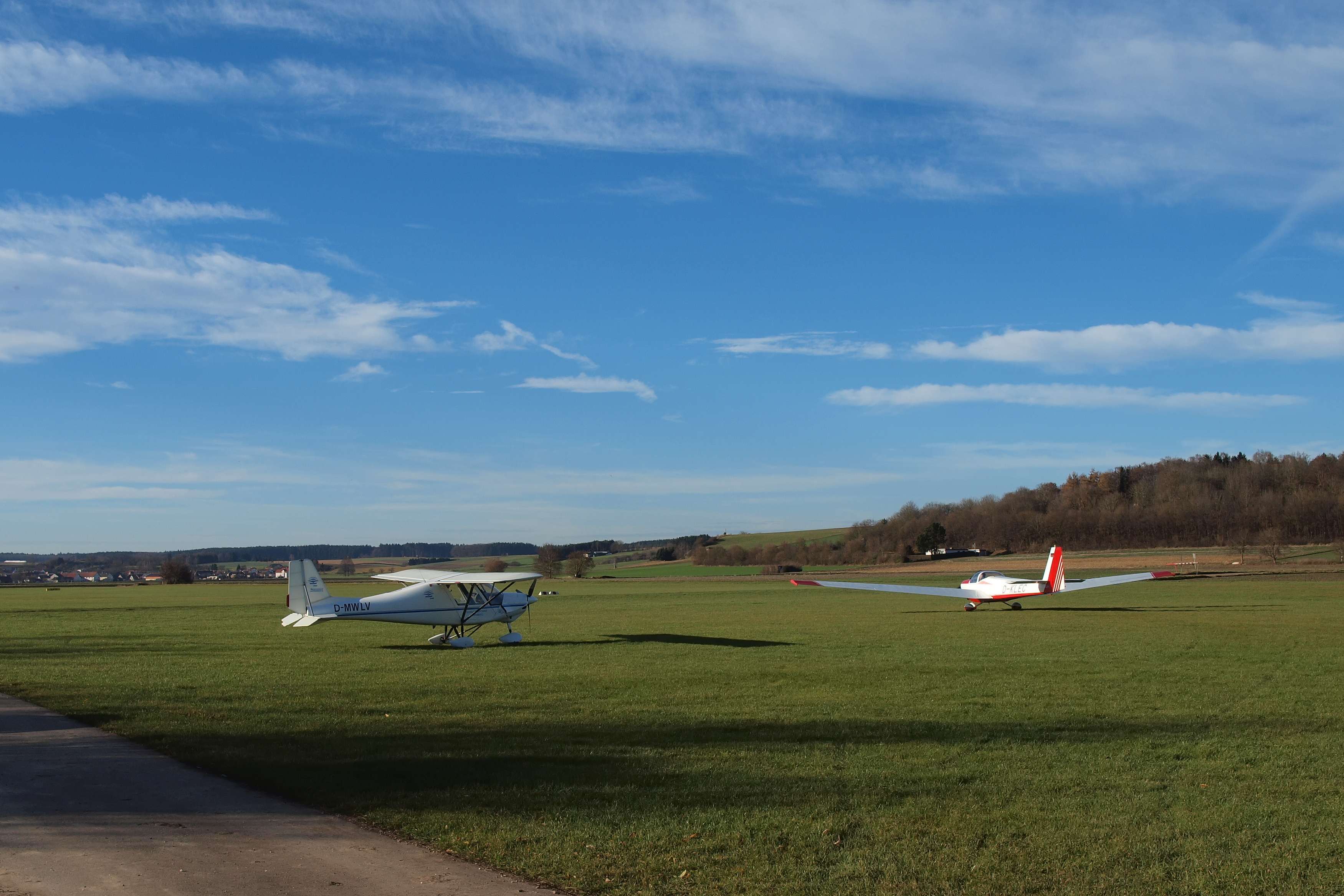
Am Flugplatz EDMU (2010)

Der Flugplatz ist zugelassen für Luftfahrzeuge aller Art bis 2000 kg MTOW. Der Halter des Flugplatzes sowie dessen Betreiber ist der Luftsportverein Gundelfingen e. V.
Es bestehen mehrere Wirtschaftsgebäude, ein Turm, ein Hangar, eine Windenstarteinrichtung und ein Vereinsheim. Es gibt ein Schleppflugzeug, für Zwischenlandungen ist eine Tankstelle vorhanden.

## Zwischenfälle
- Am 13. April 2009 verunglückte ein Flugzeug des Typs Beechcraft bei der Landung. Die Maschine wurde schwer beschädigt, der Pilot kam mit dem Schrecken davon.[3][4]:7

## Verkehr
Eine Gemeindestraße erschließt den Flugplatz zu der Bundesstraße 16 hin. Der ÖPNV bedient den Flugplatz nicht direkt. Am Bahnhof Gundelfingen besteht eine Zustiegsmöglichkeit zu den Zügen auf der Bahnstrecke Ingolstadt–Neuoffingen.